# Psychotria panayensis
Psychotria panayensis är en måreväxtart som beskrevs av Elmer Drew Merrill. Psychotria panayensis ingår i släktet Psychotria och familjen måreväxter. Inga underarter finns listade i Catalogue of Life.